# عربی نوین معیار
عربی نوین معیار (عربی: اللغة العربية الفصحى 'شیواترین زبان عربی')، عربی معیار یا عربی ادبی، نوع معیار و ادبی زبان عربی است که در نوشتار و در بیشتر مکالمات در سراسر جهان عرب برای آسان کردن معاشرات و ارتباطات به کار می‌رود. این زبان همچنین به‌عنوان یک زبان چندقطبی در نظر گرفته می‌شود.
بیشتر پژوهشگران و ادیبان غربی دو نوع معیار را برای عربی مشخص کرده‌اند: عربی کلاسیک (اللغة العربیة التراثیة) قرآن و ادبیات ابتدایی اسلامی (سده‌های ۷ تا ۹ میلادی) و عربی نوین معیار (اللغة العربیة المعیاریة الحدیثة)، همچنین عربی نوین نوشتاری که امروزه زبان نوشتاری و معیار عربی است. عربی نوین معیار بر پایهٔ عربی کلاسیک است و تفاوت‌های این دو نوع از زبان عربی هم در سبک‌ها و شیوه‌های گفتاری و نوشتاری، مستقیماً مربوط به نوین‌سازی و ساده‌سازی می‌شود. اغلب گویشوران عربی این دو نوع عربی را دو گونهٔ کاربردی یک زبان در نظر می‌گیرند، اگرچه این دو گونهٔ کاربردی می‌تواند به عنوان «فصحی العصر» و «فصحی التراث» معرفی شده باشد.

## یادداشت
1. ↑  Spelling for the final letter yāʼ differs in Egypt, Sudan and sometimes other regions as Yemen. It is always undotted ی, hence عربی فصیح.
2. ↑  Pronunciation varies regionally. The following are examples:
  - The Levant: [al ʕaraˈbɪjja lˈfʊsˤħa], colloquially: [(e)l-]
  - Hejaz: [al ʕaraˈbijjalˈfusˤħa]
  - East central Arabia: [æl ʢɑrɑˈbɪjjɐ lˈfʊsˤʜɐ], colloquially: [el-]
  - Egypt: [æl ʕɑɾɑˈbejjɑ lˈfosˤħɑ], colloquially: [el-]
  - Libya: [æl ʕɑrˤɑˈbijjæ lˈfusˤħæ], colloquially: [əl-]
  - Tunisia: [æl ʕɑrˤɑˈbe:jæ lˈfʊsˤħæ], colloquially: [el-]
  - Algeria, Morocco: [æl ʕɑrˤɑbijjæ lfusˤħæ], colloquially: [l-]
3. ↑  Modern Standard Arabic is not commonly taught as a native language in the Arabic-speaking world, as speakers of various گویش‌های عربی would first learn to speak their respective local dialect. Modern Standard Arabic is the most common حالت معیار عربی taught in primary education throughout the جهان عرب.